# 예산군의 국회의원

## 예산군의 역대 국회의원 일람
| 대수          | 이름           | 소속정당     | 임기                               | 선거구역                             | 개표결과 |
| ------------- | -------------- | ------------ | ---------------------------------- | ------------------------------------ | -------- |
| 제1대         | 윤병구(尹炳求) | 무소속       | 1948년 5월 31일 ~ 1950년 5월 30일  | 예산군 일원(제14선거구)              | 보기     |
| 제2대         | 박철규(朴哲圭) | 국민회       | 1950년 5월 31일 ~ 1954년 5월 30일  | 예산군 일원(제14선거구)              |          |
| 제3대         | 성원경(成元慶) | 자유당       | 1954년 5월 31일 ~ 1958년 5월 30일  | 예산군 일원(제14선거구)              |          |
| 제4대         | 윤병구(尹炳求) | 자유당       | 1958년 5월 31일 ~ 1960년 7월 28일  | 예산군 일원(제15선거구)              |          |
| 제15대 민의원 | 성원경(成元慶) | 민주당       | 1960년 7월 29일 ~ 1961년 5월 16일  | 예산군 일원(제15선거구)              |          |
| 제6대         | 한건수(韓建洙) | 국민의당     | 1963년 12월 17일 ~ 1967년 6월 30일 | 예산군 일원(제8선거구)               |          |
| 제7대         | 박병선(朴炳善) | 민주공화당   | 1967년 7월 1일 ~ 1971년 6월 30일   | 예산군 일원(제8선거구)               |          |
| 제8대         | 한건수(韓建洙) | 신민당       | 1971년 7월 1일 ~ 1972년 10월 17일  | 예산군 일원(제10선거구)              |          |
| 제9대         | 장영순(張榮淳) | 민주공화당   | 1973년 3월 12일 ~ 1979년 3월 11일  | 청양군·홍성군·예산군 일원(제6선거구) |          |
| 제9대         | 한건수(韓建洙) | 신민당       | 1973년 3월 12일 ~ 1979년 3월 11일  | 청양군·홍성군·예산군 일원(제6선거구) |          |
| 제10대        | 장영순(張榮淳) | 민주공화당   | 1979년 3월 12일 ~ 1980년 8월 27일  | 청양군·홍성군·예산군 일원(제6선거구) |          |
| 제10대        | 한건수(韓建洙) | 신민당       | 1979년 3월 12일 ~ 1980년 10월 27일 | 청양군·홍성군·예산군 일원(제6선거구) |          |
| 제11대        | 이종성(李種聲) | 한국국민당   | 1981년 4월 11일 ~ 1985년 4월 10일  | 청양군·홍성군·예산군 일원(제7선거구) |          |
| 제11대        | 최창규(崔昌圭) | 민주정의당   | 1981년 4월 11일 ~ 1985년 4월 10일  | 청양군·홍성군·예산군 일원(제7선거구) |          |
| 제12대        | 최창규(崔昌圭) | 민주정의당   | 1985년 4월 11일 ~ 1988년 5월 29일  | 청양군·홍성군·예산군 일원(제7선거구) |          |
| 제12대        | 김성식(金聖植) | 민주한국당   | 1985년 4월 11일 ~ 1988년 5월 29일  | 청양군·홍성군·예산군 일원(제7선거구) |          |
| 제13대        | 박병선(朴炳善) | 신민주공화당 | 1988년 5월 30일 ~ 1992년 5월 29일  | 예산군 일원                          |          |
| 제14대        | 오장섭(吳長燮) | 민주자유당   | 1992년 5월 30일 ~ 1996년 5월 29일  | 예산군 일원                          |          |
| 제15대        | 조종석(趙鍾奭) | 자유민주연합 | 당선 무효                          | 예산군 일원                          |          |
| 제15대        | 오장섭(吳長燮) | 신한국당     | 1997년 7월 25일 ~ 2000년 5월 29일  | 예산군 일원                          |          |
| 제16대        | 오장섭(吳長燮) | 자유민주연합 | 2000년 5월 30일 ~ 2004년 5월 29일  | 예산군 일원                          |          |
| 제17대        | 홍문표(洪文杓) | 한나라당     | 2004년 5월 30일 ~ 2008년 5월 29일  | 홍성군·예산군 일원                   |          |
| 제18대        | 이회창(李會昌) | 자유선진당   | 2008년 5월 30일 ~ 2012년 5월 29일  | 홍성군·예산군 일원                   |          |
| 제19대        | 홍문표(洪文杓) | 새누리당     | 2012년 5월 30일 ~ 2016년 5월 29일  | 홍성군·예산군 일원                   |          |
| 제20대        | 홍문표(洪文杓) | 새누리당     | 2016년 5월 30일 ~ 2020년 5월 29일  | 홍성군·예산군 일원                   |          |
| 제21대        | 홍문표(洪文杓) | 미래통합당   | 2020년 5월 30일 - 2024년 5월 29일  | 홍성군·예산군 일원                   |          |
| 제22대        | 강승규(姜升圭) | 국민의힘     | 2024년 5월 30일 -                  | 홍성군·예산군 일원                   |          |

## 같이 보기
- 홍성군의 국회의원
- 청양군의 국회의원
- 예산군 (1988년 선거구)
- 홍성군·예산군